# Древнетюркское письмо
Древнетю́ркское письмо́ (гёктюркское письмо, древнетюркское руническое письмо, орхо́но-енисе́йское письмо́, тюркские руны; др. тюрк. ‏𐱅𐰇𐰼𐰜⁚𐰌𐰃𐱅𐰏‎ — /tyryk bɪtɪg/) — письменность, применявшаяся в Центральной Азии для записей на тюркских языках в VIII—X веках н. э.
Язык надписей является самой ранней зафиксированной формой тюркских языков. Наиболее известными из надписей являются два памятника (обелиска), воздвигнутые в долине Орхона между 732 и 735 годами в честь гёктюркского принца Кюль-Тегина и его брата Бильге-кагана.

## Происхождение письма

### История дешифровки

#### Предыстория
Первые сведения о памятниках тюркской письменности были получены во времена Петра I: в 1723 году один из них был обнаружен Д. Г. Мессершмидтом. Большую помощь оказали ему некоторые пленённые под Полтавой шведские офицеры, которые тогда были рассеяны по всей Сибири. С течением времени материал об этих памятниках с надписями накапливался, но никто не мог их читать; никто не знал народа, оставившего эти памятники.
В первой четверти XIX столетия Григорий Спасский опубликовал в издаваемом им журнале «Сибирский вестник» (в 1825—1827 годах — «Азиатский вестник») сведения об этих камнях, которые накопились к этому времени. Его статья была переведена на латинский язык и стала доступна учёным других стран.
В 1889 году финскими учёными был издан атлас енисейских надписей. Финские учёные до дешифровки письма этих памятников были склонны считать памятники енисейской культуры принадлежащими финскому народу, поскольку надписи на камнях Енисея и Орхона напоминали скандинавское каменное письмо. Да и первоткрыватели, нашедшие эти памятники в Сибири, называли их «руническими». Считалось, что финны вышли из Азии, поэтому финские ученые полагали, что каменное письмо было принесено их предками. Как впоследствии оказалось, мнение финских учёных было ошибочно.

#### Дешифровка
В 1889 году исследователь Н. М. Ядринцев, в результате экспедиций в бассейн верхнего Енисея, обнаружил параллельные тексты древнетюркским письмом и китайскими иероглифами. В. В. Радлов организовал и возглавил знаменитую Орхонскую экспедицию в Монголию (1891), в ходе которой были открыты орхоно-енисейские рунические надписи. Радлову удалось найти ключ к чтению более десяти знаков.
Однако первенство в полной дешифровке принадлежит датскому лингвисту Вильгельму Томсену. 25 ноября 1893 года (к этой дате приурочен Международный день возрождения тюркской письменности, учреждённый странами-членами Международной организации тюркской культуры TÜRKSOY) ему удалось найти ключи ко всем символам надписей с берегов Енисея и Орхона. Надписи содержали тюркский текст. Первые распознанные слова были — «Тенгри» (др. тюрк. ‏𐱅𐰭𐰼𐰃‎), «тюрк» (др. тюрк. ‏𐱅𐰇𐰼𐰜‎) и другие.
В 1894 году Радлов, основываясь на своих и томсеновских разработках, завершил перевод и осуществил публикацию орхонских памятников. Год спустя, в 1895 году, используя, кроме своих материалов, данные финских экспедиций, он опубликовал переводы 40 енисейских надписей.

### Теории происхождения
Начиная с Томсена енисейские надписи считаются старшими по возрасту, а орхонские — младшими, однако некоторые исследователи (Кормушин И. В. и другие) полагают, что, наоборот, орхонские — старше, и тюркское письмо было создано примерно в начале VIII века. По предположению ряда таких учёных, оно возникло только при Втором восточном каганате на базе согдийского письма — возможно, с добавлением знаков из других алфавитных письменностей — путём изменения курсивных начертаний графем в геометризованные формы. Ряд исследователей, основываясь на палеографических (разброс вариаций таласских глифов больше, чем у енисейских и намного больше, чем у орхонских) и археологических (сопутствующие «улики» находок, например, меньшая естественная сохранность, что характерно и для енисейских памятников) показателях таласских памятников, утверждают, что эти надписи древнее и енисейских, и орхонских, однако противники этих утверждений считают, что таласские надписи были созданы гораздо позднее — в эпоху гегемонии карлуков.
Гипотеза об иранской родословной сибирских руноподобных знаков принадлежит финскому лингвисту Отто Доннеру, однако в глаза начинают бросаться противоречия, при первом же поверхностном механическом сравнении всех иранских письменностей с древнетюркским.
Выдвигались также гипотезы о происхождении из фонетических знаков китайского письма, либо письма кхароштхи (или наличие, по крайней мере, общего корня). Тем не менее ни одна из умозрительных гипотез, в том числе и «согдийская», так и не стала общепризнанной.
В 1969 году группой казахских учёных под руководством Кемаля Акишева в Иссыкском кургане, датируемым VI—V веком до н. э, была обнаружена чаша с надписью, состоящей из 26 процарапанных знаков, напоминающих орхоно-енисейские. Некоторыми исследователями признаётся вероятность того, что орхоно-енисейское письмо является потомком иссыкского.
За неимением научных доказательных подтверждений иноязычного происхождения этого письма приходится оставить единственное объяснение: орхоно-енисейское письмо (или, если использовать устарелый термин — тюркское «руническое» письмо) имеет автохтонное происхождение, то есть изобретено независимо самими древними тюрками или является наследием хуннского письма.

### Влияние на другие письменности
С азиатским тюркским письмом связывают восточноевропейские руноподобные надписи IX—X вв. (главным образом из приазовско-донского региона), предполагая их принадлежность тюркоязычным хазарам, булгарам или печенегам.
Описана и расшифрована на основе древнетюркского алфавита надпись на сабельной полосе, найденной в 19 веке на территории нынешнего Татарстана и хранящейся ныне в музее Хельсинки. Надпись объёмом 10 слов, выполненная древнетюркским письмом, содержит сведения о владельце клинка — местном князе.
Есть гипотеза, что так называемые булгарские руны тоже имеют связь с орхоно-енисейскими надписями, однако она не подтверждается дешифровкой этих надписей, несмотря на все попытки. Сами знаки, в большинстве своём, другие, и болгарские руны выравниваются по левому краю, и на некоторых надписях первые графемы левого края имеют несколько больший размер, это может указывать на то, что направление письма было слева направо, в отличие от подавляющего большинства орхоно-енисейских текстов, которые писались, как правило, справа налево.
Исследователи венгерских рун вначале развивали гипотезы об их орхоно-енисейском происхождении (венг. Székely–magyar rovásírás), однако в последующем чаша весов стала склоняться к мнению, что хотя изведение венгерских рун из орхоно-енисейских маловероятно, они несомненно являются сиблингами (то есть имеют общего предка).

### Письменные памятники
Исследователями выделяются крупных семь групп памятников письменности (принадлежащие, соответственно):
- таласская (племена аргу в Кыргызстане).
- енисейская (Кыргызскому каганату в Южной Сибири);
- орхонская (тюркютская) (Восточно-тюркскому каганату в Монголии);
- алтайская (Западно-тюркскому каганату в Центральной Азии);
- орхонская (уйгурская) (Уйгурскому каганату в Монголии);
- турфанская (Уйгурскому государству в Восточном Туркестане),
- ленско-прибайкальская (курыканам).

Памятники, написанные орхоно-енисейским письмом были созданы в тех областях Центральной и Средней Азии и Сибири, в которых в раннем Средневековье располагались государственные образования восточных и западных тюрков, тюргешей, карлуков, древних уйгуров, енисейских кыргызов и других. Памятники древнетюркского письма располагаются на территории таких современных стран, как Россия, Казахстан, Кыргызстан, Китай и Монголия. В письме известны основные разновидности графем и орфографии: таласская, енисейская и орхонская, каждая из которых имеет территориальные (племенные) и временны́е вариации. В надписях, наряду с орхоно-енисейским письмом, известны тюркоязычные тексты, написанные на и староуйгурском, арабском, манихейском, брахми, латинском, греческом, кириллическом, армянском, согдийском, сирийском, тибетском алфавитах и начертанные китайскими иероглифами.
Сохранность памятников определяет материал. В основном сохранились эпиграфические памятники: на обработанном камне — «бенкюта́ш» (др. тюр. beñkü taş — «вечный камень») и на природных валунах — «битикта́ш» (др. тюр. bitig taş — «писаный камень»), а также на металле: монетах, зеркалах, чашах и тому подобном. Надписи на недолговечных материалах (деревянные дощечки, пергамент, шёлк, бумага) утрачены, к сожалению, почти полностью. Небольшое число рукописей сохранилось в Восточном Туркестане. Наиболее сохранившаяся рукописная книга — «Ырк Битиг».
Распространение среди тюркских народов инокультурных религий (манихейства, буддизма) дало начало к вытеснению орхоно-енисейского письма манихейским письмом, а затем согдийским письмом в Восточном Туркестане и долине Иртыша. Развитие последнего применительно к древнеуйгурскому языку привело к созданию уйгурского письма. К XIII веку орхоно-енисейское письмо было в основном вытеснено арабицей, в связи с принятием ислама тюркскими народами Центральной Азии, а затем, к X веку — повсеместно. Вместе с тем знаки орхоно-енисейского письма продолжали присутствовать на предметах материальной культуры (пряжки поясных ремней, конская сбруя и т. п.) ещё продолжительное время, в частности, в Якутии до массовой евангелизации, вплоть до 19 в., также в Хакасии енисейское письмо продолжало существовать вплоть до 20 века.

## Язык памятников
Орхоно-енисейский язык существовал в нескольких локально-хронологических вариантах, соотносимых с такими территориальными группами памятников, как орхонские, восточно-туркестанские, енисейские, таласские, алтайские и некоторые другие. В них иногда проступают различия между живыми диалектами указанных древних этносов.
Древнетюркская письменность использовалась наддиалектным койне того времени (основан на языке властвующего племени собственно тюркютов, который также называется орхоно-тюркским языком), и, который, до некоторой степени, можно назвать литературным языком.
Тюркского принца, а затем кагана, Йоллыг тегина можно назвать первым известным тюркским поэтом, писателем и историком. Считается, что он был автором ряда памятных надписей в честь тюркского царевича Кюльтегина и Бильге-кагана, а также Кутлуга, Ильтерис-кагана. Эти надписи отражают культуру древних тюрков, их поэзию, прозу, исторические познания и государственную идеологию Восточного Тюркского каганата (др. тюрк. Türük İli).
Основные языковые особенности характеризуют: форма винительного падежа на -ığ / -ig; ещё не разделившийся местно-исходный падеж, похожий на латинский ablativus loci; причастия на -mış; будущее время на -taçı; условное наклонение на -sar / -ser; частично специфичная, но в основном, общая для тюркских языков лексика.
Наиболее близкими к языку орхоно-енисейских надписей считаются сохранившие интервокальные -d- (ср. др. тюрк. adaq и тув. адак) современные тюркские языки саянской подгруппы, из которых наиболее крупный — тувинский язык. Все саянские языки, предположительно, восходят к орхоно-уйгурскому. По другой версии, саянские языки являются потомками чикского диалекта древнеогузского языка (орхоно-енисейского, близкородственного орхоно-уйгурскому, но не идентичного ему). Советский татарский тюрколог Г. Х. Ахатов провёл исследования языка орхоно-енисейских памятников, в поисках возможного близкого лексического и грамматического родства с тюркскими языками народов Сибири, в частности, с диалектом сибирских татар (1955—1965).

## Фонетика и фонология
| Ряд и огубленность→                             | Передний (мягкие) | Передний (мягкие) | Задний (твёрдые) | Задний (твёрдые) |
| Подъём и раскрытие рта ↓                        | огуб- ленные      | неогуб- ленные    | огуб- ленные     | неогуб- ленные   |
| ----------------------------------------------- | ----------------- | ----------------- | ---------------- | ---------------- |
| Верхний (закрытые или узкие)                    | y                 | ɪ                 | u                | ɯ                |
| Средне-верхний (полузакрытые или средне-узкие)  | ø                 |                   | o                |                  |
| Средне-нижний (полуоткрытые или средне-широкие) |                   | ɛ                 |                  |                  |
| Нижний (открытые или широкие)                   |                   | (æ)               |                  |                  |

Древнетюркские вокализм и консонантизм (см. в таблицах) показаны по общепринятым представлениям современных тюркологов-лингвистов.
В древнетюркском языке отсутствовали развившиеся позднее в современных тюркских языках фонемы /d͡ʒ/ и /ʒ/, а также появившиеся в связи с обильными заимствованиями из персидского и арабского языков /ꭓ/ (также из монгольских), /ɦ/, /f/, /v/; отсутствовали также /t͡s/ и /d͡z/, развившиеся позднее в некоторых языках и диалектах из /t͡ʃ/ и /d͡ʒ/ или заимствованные вместе с лексикой неродственных языков окружения.
Здесь и далее фонемы, заключённые в круглые скобки, обозначают гипотетические фонемы, чьё наличие оспаривается: в частности, гласный (/æ/). В близкородственных саянских языках (и других незатронутых арабо-персидским влиянием) даже не обнаруживаются рефлексы якобы существовавшего (/æ/), часто обозначаемого как ä в тюрколгических транскрипциях. Наличие звонкого зубного щелевого согласного (/ð/) также имеет как и своих защитников, так и противников. Существует и спорная гипотеза о переходе конечного /b/ → /ꞵ/, в свою очередь, перешедшего в /w/ уже в диалектах орхоно-енисейского языка, например, «вода»: др. тюрк. sub → suꞵ → др. кып. suw.
Фонетические отличия языка памятников, отразившиеся на письме: /b/ в начале слов вместо /m/, звук /d/ (возможно, аллофон [ð] или звонкий альвео-палатальный взрывной [ȡ], также обозначаемый в МФА как [d̠ʲ]) внутри и в конце слова, развившийся в более поздние /z/ и /j/ (ср. др. тюрк. adaq с др. кыр. и др. кып. ayaq «нога»), наличие /n/ (возможно, аллофон [ɲ]) вместо /j/ в других тюркских (ср. qon и qoy «овца»)).
До недавнего времени в числе особенностей языка бездоказательно утверждалось о наличии диссимилятивных сочетаний согласных lt, rt, nt, вместо современных ассимилятивных ld, rd, nd. В последних работах по это утверждение убедительно, на основании палеографических свидетельств (в том числе вновь введённых в научный оборот), опровергнуто учёными-фонологами.
В ранний период изучения языка надписей считалось, что его фонология отличается неполногласием и редукцией узких гласных. Теперь же, в современных работах по чтению надписей, признаётся полногласие и отрицается редукция.
Ряд авторов, начиная с XIX века, доказывали фонематическое различение долготы гласных в пратюркском и орхоно-енисейском языках. Последнее находило опору в своеобразной орфографии орхоно-енисейского письма: опускание широких гласных в анлауте и следующем слоге, что толкуется как мета краткости гласного в этих положениях. Дополнительную поддержку это получило после изучения «Словаря тюркских наречий» за авторством Махмуда Кашгари. После некоторого забвения этой теории, она в современности возрождена в последних работах.
В языке орхоно-енисейских надписей присутствовали общие для большинства тюркских языков явления: гармония гласных по ряду и гармония гласных по огублённости (в пределах корня).

## Репертуар графем письма
Общие грамматологические принципы репертуара графем, письма и чтения:
1. Принцип экономии;
2. Принцип ребуса[англ.];
3. Принцип редукции;
4. Принцип фонетического комплемента (добавления)[англ.].

Репертуар символов орхонского письма классического периода (VIII в. н. э.) состоял из 42 графем и словоразделительного знака. Всего же, с учётом региональных и хронологических вариантов, насчитывается более 50 графем и их аллографов. Символы для гласных являются полифонными. Графемы имеют только маюскульное начертание. Известны плавные написания кистью на бумаге и шёлке и округлые с росчерками каламом или грифелем на бумаге.
Названия символов, кроме некоторых, чьи названия очевидным образом реконструируются (например, 𐰸 (oq) — стрела), неизвестны. Алфавитный порядок неизвестен, и, скорее всего, не был традиционно закреплён. Также не обнаружено применение цифровых значений символов, или использование их в качестве музыкальной нотации.
Символы орхоно-енисейского письма можно разбить на семь специфических групп (что наглядно видно в таблицах репертуара графем), разделяющихся по наборам признаков, и объединяющихся по совпадающим признакам:
1. гласные — входящие в слоги вместе с согласными, в зависимости от ряда дуалистического согласного, принимающие облик гласного заднего или переднего ряда, и создающие слоги типа V;
2. одиночные согласные — к которым примыкают любые гласные, и создающие слоги типа [V]C;
3. сочетания сонанта с согласным — к которым примыкают любые гласные, и создающие слоги типа [V]SC;
4. дуалистические согласные — к которым примыкают гласные только одного ряда (заднего или переднего), и создающие слоги типа [V]C;
5. гибридные знаки (имеют одновременно общие признаки дуалистических согласных и слоговых знаков) — закреплённые сочетания гласного с согласным, к которым примыкают гласные только одного ряда (заднего или переднего), и являющиеся слогами типа VC.
6. слоговые знаки — закреплённые сочетания гласного с согласным, к которым примыкают гласные любого ряда, и являющиеся слогами типа VC.
7. лигатуры — имеется одна лигатура, состоящая из глифов 𐰲‍ и 𐰃 и передающая слог [t͡ʃɪ].

Как можно видеть, условные названия символов (в них буквы латинские) в Юникоде систематизированы по определённым правилам:
1. названия начинающиеся на e- присвоены согласным (это также касается символов ash и bash), к которым примыкают гласные любого ряда;
2. названия начинающиеся на a- присвоены согласным, к которым примыкают гласные заднего ряда;
3. названия начинающиеся на ae- присвоены согласным, к которым примыкают гласные переднего ряда;
4. названия начинающиеся на o- для слоговых знаков с огубленными гласными заднего ряда;
5. названия начинающиеся на oe- для слоговых знаков с огубленными гласными переднего ряда;
6. названия начинающиеся на i- для слоговых знаков с узкими неогубленными гласными.

### Орхонский репертуар
| Классификация            | Классификация                                                    | Классификация                                           | Символы и их названия | Символы и их названия | Транслитерация и транскрипция МФА                                                                                             | Транслитерация и транскрипция МФА                                                                                             | Транслитерация и транскрипция МФА                                                                                             | Транслитерация и транскрипция МФА                                                                                             |
| ------------------------ | ---------------------------------------------------------------- | ------------------------------------------------------- | --- | --- | --- | --- | --- | --- |
| 1-я группа, тип: V       | Гласные                                                          | неогуб- ленные                                          | 𐰁 (a / а) | 𐰁 (a / а) | a, e | a, e | ɑ, ɛ | ɑ, ɛ |
| 1-я группа, тип: V       | Гласные                                                          | неогуб- ленные                                          | 𐰃 (i / и) | 𐰃 (i / и) | ı, i | ı, i | ɯ, ɪ | ɯ, ɪ |
| 1-я группа, тип: V       | Гласные                                                          | огуб- ленные                                            | 𐰆 (o / о) | 𐰆 (o / о) | o, u | o, u | u, o, w | u, o, w |
| 1-я группа, тип: V       | Гласные                                                          | огуб- ленные                                            | 𐰇 (oe / ё) | 𐰇 (oe / ё) | ö, ü | ö, ü | y, ø, w | y, ø, w |
| 2-я группа, тип: [V]C    | Одиночные согласные, создающие слог с гласными                   | любого ряда                                             | 𐰲 (ec / эч) | 𐰲 (ec / эч) | ç | ç | t͡ʃ | t͡ʃ |
| 2-я группа, тип: [V]C    | Одиночные согласные, создающие слог с гласными                   | любого ряда                                             | 𐰢 (em / эм) | 𐰢 (em / эм) | m | m | m | m |
| 2-я группа, тип: [V]C    | Одиночные согласные, создающие слог с гласными                   | любого ряда                                             | 𐰭 (eng / энг) | 𐰭 (eng / энг) | ñ | ñ | ŋ | ŋ |
| 2-я группа, тип: [V]C    | Одиночные согласные, создающие слог с гласными                   | любого ряда                                             | 𐰯 (ep / эп) | 𐰯 (ep / эп) | p | p | p | p |
| 2-я группа, тип: [V]C    | Одиночные согласные, создающие слог с гласными                   | любого ряда                                             | 𐱁 (esh / эш) | 𐱁 (esh / эш) | ş | ş | ʃ | ʃ |
| 2-я группа, тип: [V]C    | Одиночные согласные, создающие слог с гласными                   | любого ряда                                             | 𐰔 (ez / эз) | 𐰔 (ez / эз) | z | z | z | z |
| 3-ья группа, тип: [V]SC  | Кластеры согласных (сонант+согласный), создающие слог с гласными | любого ряда                                             | 𐰡 (elt / элт) | 𐰡 (elt / элт) | lt | lt | lt, ld | lt, ld |
| 3-ья группа, тип: [V]SC  | Кластеры согласных (сонант+согласный), создающие слог с гласными | любого ряда                                             | 𐰨 (enc / энч) | 𐰨 (enc / энч) | nç | nç | nt͡ʃ | nt͡ʃ |
| 3-ья группа, тип: [V]SC  | Кластеры согласных (сонант+согласный), создающие слог с гласными | любого ряда                                             | 𐰪 (eny / энь) | 𐰪 (eny / энь) | ny | ny | nj, (ɲ), (nʝ), (nd͡ʒ) | nj, (ɲ), (nʝ), (nd͡ʒ) |
| 3-ья группа, тип: [V]SC  | Кластеры согласных (сонант+согласный), создающие слог с гласными | любого ряда                                             | 𐰦 (ent / энт) | 𐰦 (ent / энт) | nt | nt | nt, nd | nt, nd |
| 3-ья группа, тип: [V]SC  | Кластеры согласных (сонант+согласный), создающие слог с гласными | любого ряда                                             | 𐱈 (bash / баш) | 𐱈 (bash / баш) | rt | rt | rt, rd | rt, rd |
| 4-я группа, тип: [V]C    | Дуалистические согласные, создающие слог с гласными              | назна- ченного ряда                                     | 𐰉 (ab / аб) | 𐰋 (aeb / ябь) | b¹ | b | b² | bʲ |
| 4-я группа, тип: [V]C    | Дуалистические согласные, создающие слог с гласными              | назна- ченного ряда                                     | 𐰑 (ad / ад) | 𐰓 (aed / ядь) | d¹ | d (ð) | d² | dʲ (ðʲ) |
| 4-я группа, тип: [V]C    | Дуалистические согласные, создающие слог с гласными              | назна- ченного ряда                                     | 𐰞 (al / ал) | 𐰠 (ael / яль) | l¹ | l | l² | lʲ |
| 4-я группа, тип: [V]C    | Дуалистические согласные, создающие слог с гласными              | назна- ченного ряда                                     | 𐰣 (an / ан) | 𐰤 (aen / янь) | n¹ | n | n² | nʲ |
| 4-я группа, тип: [V]C    | Дуалистические согласные, создающие слог с гласными              | назна- ченного ряда                                     | 𐰺 (ar / ар) | 𐰼 (aer / ярь) | r¹ | r | r² | rʲ |
| 4-я группа, тип: [V]C    | Дуалистические согласные, создающие слог с гласными              | назна- ченного ряда                                     | 𐰽 (as / ас) | 𐰾 (aes / ясь) | s¹ | s | s² | sʲ |
| 4-я группа, тип: [V]C    | Дуалистические согласные, создающие слог с гласными              | назна- ченного ряда                                     | 𐱃 (at / ат) | 𐱅 (aet / ять) | t¹ | t | t² | tʲ |
| 4-я группа, тип: [V]C    | Дуалистические согласные, создающие слог с гласными              | назна- ченного ряда                                     | 𐰖 (ay / ай) | 𐰘 (aey / яй) | y¹ | j | y² | j, (ʝ) |
| 4-я группа, тип: [V]C    | Дуалистические согласные, создающие слог с гласными              | назна- ченного ряда                                     | 𐰍 (ag / агх) | 𐰏 (aeg / ягь) | ğ | ɣ | g | ɡ |
| 4-я группа, тип: [V]C    | Дуалистические согласные, создающие слог с гласными              | назна- ченного ряда                                     | 𐰴 (aq / акх) | 𐰚 (aek / якь) | q | q | k | k |
| 5-я группа, тип: VC      | Гибридные знаки, к которым примыкают гласные                     | назна- ченного ряда                                     | 𐰸 (oq / окх) | 𐰜 (oek / ёкь) | oq, uq, qo, qu, q | oq, uq, qo, qu, q | ök, ük, kö, kü, k | øk, yk, kø, ky, k |
| 5-я группа, тип: VC      | Гибридные знаки, к которым примыкают гласные                     | назна- ченного ряда                                     | 𐰶 (iq / ыкх) | — | iq, qi, q | ɯq, qɯ, q | — | — |
| 5-я группа, тип: VC      | Гибридные знаки, к которым примыкают гласные                     | назна- ченного ряда                                     | — | 𐰱 (ic / ичь) | — | — | ɪ̇ç², ç²ɪ̇, ç² | ɪt͡ʃ, t͡ʃɪ, t͡ʃ |
| 6-я группа, тип: VC      | Слоговые знаки, к которым примыкают гласные любого ряда          | Слоговые знаки, к которым примыкают гласные любого ряда | 𐰿 (ash / аш) | 𐰿 (ash / аш) | aş, şa, ş | aş, şa, ş | ɑʃ, ʃɑ, ʃ | ɑʃ, ʃɑ, ʃ |
| 6-я группа, тип: VC      | Слоговые знаки, к которым примыкают гласные любого ряда          | Слоговые знаки, к которым примыкают гласные любого ряда | 𐰰 (op / оп) | 𐰰 (op / оп) | op, up, po, pu, p | op, up, po, pu, p | op, up, po, pu, p | op, up, po, pu, p |
| 6-я группа, тип: VC      | Слоговые знаки, к которым примыкают гласные любого ряда          | Слоговые знаки, к которым примыкают гласные любого ряда | 𐱇 (ot / от) | 𐱇 (ot / от) | ot, ut, to, tu, t | ot, ut, to, tu, t | ot, ut, to, tu, t | ot, ut, to, tu, t |
| Словоразделительный знак | Словоразделительный знак                                         | Словоразделительный знак                                | ⁚ | ⁚ | пробел | пробел | пробел | пробел |
| Обозначения              | Обозначения                                                      | Обозначения                                             | ¹, ğ, q — примыкают гласные заднего ряда; ², g, k — примыкают гласные переднего ряда; V — гласная; C — согласная; S — сонант. | ¹, ğ, q — примыкают гласные заднего ряда; ², g, k — примыкают гласные переднего ряда; V — гласная; C — согласная; S — сонант. | ¹, ğ, q — примыкают гласные заднего ряда; ², g, k — примыкают гласные переднего ряда; V — гласная; C — согласная; S — сонант. | ¹, ğ, q — примыкают гласные заднего ряда; ², g, k — примыкают гласные переднего ряда; V — гласная; C — согласная; S — сонант. | ¹, ğ, q — примыкают гласные заднего ряда; ², g, k — примыкают гласные переднего ряда; V — гласная; C — согласная; S — сонант. | ¹, ğ, q — примыкают гласные заднего ряда; ², g, k — примыкают гласные переднего ряда; V — гласная; C — согласная; S — сонант. |

### Енисейский репертуар
| Классификация            | Классификация                                                    | Классификация                                           | Символы и их названия | Символы и их названия | Транслитерация и транскрипция МФА                                                                                             | Транслитерация и транскрипция МФА                                                                                             | Транслитерация и транскрипция МФА                                                                                             | Транслитерация и транскрипция МФА                                                                                             |
| ------------------------ | ---------------------------------------------------------------- | ------------------------------------------------------- | --- | --- | --- | --- | --- | --- |
| 1-я группа, тип: V       | Гласные                                                          | неогуб- ленные                                          | 𐰁 (a / а) | 𐰁 (a / а) | a | a | ɑ | ɑ |
| 1-я группа, тип: V       | Гласные                                                          | неогуб- ленные                                          | 𐰂 (ae / я) | 𐰂 (ae / я) | ä | ä | (æ) | (æ) |
| 1-я группа, тип: V       | Гласные                                                          | неогуб- ленные                                          | 𐰅 (e / е) | 𐰅 (e / е) | e | e | ɛ | ɛ |
| 1-я группа, тип: V       | Гласные                                                          | неогуб- ленные                                          | 𐰄 (i / и) | 𐰄 (i / и) | ı, i | ı, i | ɯ, ɪ | ɯ, ɪ |
| 1-я группа, тип: V       | Гласные                                                          | огуб- ленные                                            | 𐰆 (o / о) | 𐰆 (o / о) | o, u | o, u | u, o, w | u, o, w |
| 1-я группа, тип: V       | Гласные                                                          | огуб- ленные                                            | 𐰈 (oe / ё) | 𐰈 (oe / ё) | ö, ü | ö, ü | y, ø, w | y, ø, w |
| 2-я группа, тип: [V]C    | Одиночные согласные, создающие слог с гласными                   | любого ряда                                             | 𐰳 (ec / эч) | 𐰳 (ec / эч) | ç | ç | t͡ʃ | t͡ʃ |
| 2-я группа, тип: [V]C    | Одиночные согласные, создающие слог с гласными                   | любого ряда                                             | 𐰢 (em / эм) | 𐰢 (em / эм) | m | m | m | m |
| 2-я группа, тип: [V]C    | Одиночные согласные, создающие слог с гласными                   | любого ряда                                             | 𐰯 (ep / эп) | 𐰯 (ep / эп) | p | p | p | p |
| 2-я группа, тип: [V]C    | Одиночные согласные, создающие слог с гласными                   | любого ряда                                             | 𐱂 (esh / эш) | 𐱂 (esh / эш) | ş | ş | ʃ, s | ʃ, s |
| 2-я группа, тип: [V]C    | Одиночные согласные, создающие слог с гласными                   | любого ряда                                             | 𐰕 (ez / эз) | 𐰕 (ez / эз) | z | z | z | z |
| 3-ья группа, тип: [V]SC  | Кластеры согласных (сонант+согласный), создающие слог с гласными | любого ряда                                             | 𐰡 (elt / элт) | 𐰡 (elt / элт) | lt | lt | lt, ld | lt, ld |
| 3-ья группа, тип: [V]SC  | Кластеры согласных (сонант+согласный), создающие слог с гласными | любого ряда                                             | 𐰩 (enc / энч) | 𐰩 (enc / энч) | nç | nç | nt͡ʃ | nt͡ʃ |
| 3-ья группа, тип: [V]SC  | Кластеры согласных (сонант+согласный), создающие слог с гласными | любого ряда                                             | 𐰫 (eny / энь) | 𐰫 (eny / энь) | ny | ny | nj, nt͡ʃ, (ɲ), (nʝ), (nd͡ʒ) | nj, nt͡ʃ, (ɲ), (nʝ), (nd͡ʒ) |
| 3-ья группа, тип: [V]SC  | Кластеры согласных (сонант+согласный), создающие слог с гласными | любого ряда                                             | 𐰧 (ent / энт) | 𐰧 (ent / энт) | nt | nt | nt, nd | nt, nd |
| 3-ья группа, тип: [V]SC  | Кластеры согласных (сонант+согласный), создающие слог с гласными | любого ряда                                             | 𐱈 (bash / баш) | 𐱈 (bash / баш) | rt | rt | rt, rd | rt, rd |
| 4-я группа, тип: [V]C    | Дуалистические согласные, создающие слог с гласными              | назна- ченного ряда                                     | 𐰊 (ab / аб) | 𐰌 (aeb / ябь) | b¹ | b | b² | bʲ |
| 4-я группа, тип: [V]C    | Дуалистические согласные, создающие слог с гласными              | назна- ченного ряда                                     | 𐰒 (ad / ад) | 𐰓 (aed / ядь) | d¹ | d | d² | dʲ |
| 4-я группа, тип: [V]C    | Дуалистические согласные, создающие слог с гласными              | назна- ченного ряда                                     | 𐰟 (al / ал) | 𐰠 (ael / яль) | l¹ | l | l² | lʲ |
| 4-я группа, тип: [V]C    | Дуалистические согласные, создающие слог с гласными              | назна- ченного ряда                                     | 𐰣 (an / ан) | 𐰥 (aen / янь) | n¹ | n | n² | nʲ |
| 4-я группа, тип: [V]C    | Дуалистические согласные, создающие слог с гласными              | назна- ченного ряда                                     | 𐰬 (ang / анг) | 𐰮 (aeng / янгь) | ñ¹ | ŋ | ñ² | ŋʲ |
| 4-я группа, тип: [V]C    | Дуалистические согласные, создающие слог с гласными              | назна- ченного ряда                                     | 𐰻 (ar / ар) | 𐰼 (aer / ярь) | r¹ | r | r² | rʲ |
| 4-я группа, тип: [V]C    | Дуалистические согласные, создающие слог с гласными              | назна- ченного ряда                                     | 𐰽 (as / ас) | 𐰾 (aes / ясь) | s¹ | s | s² | sʲ |
| 4-я группа, тип: [V]C    | Дуалистические согласные, создающие слог с гласными              | назна- ченного ряда                                     | 𐱄 (at / ат) | 𐱆 (aet / ять) | t¹ | t | t² | tʲ |
| 4-я группа, тип: [V]C    | Дуалистические согласные, создающие слог с гласными              | назна- ченного ряда                                     | 𐰗 (ay / ай) | 𐰙 (aey / яй) | y¹ | j | y² | j, (ʝ) |
| 4-я группа, тип: [V]C    | Дуалистические согласные, создающие слог с гласными              | назна- ченного ряда                                     | 𐰎 (ag / агх) | 𐰐 (aeg / ягь) | ğ | ɣ | g | ɡ |
| 4-я группа, тип: [V]C    | Дуалистические согласные, создающие слог с гласными              | назна- ченного ряда                                     | 𐰵 (aq / акх) | 𐰛 (aek / якь) | q | q | k | k |
| 5-я группа, тип: VC      | Гибридные знаки, к которым примыкают гласные                     | назна- ченного ряда                                     | 𐰹 (oq / окх) | 𐰝 (oek / ёкь) | oq, uq, qo, qu, q | oq, uq, qo, qu, q | ök, ük, kö, kü, k | øk, yk, kø, ky, |
| 5-я группа, тип: VC      | Гибридные знаки, к которым примыкают гласные                     | назна- ченного ряда                                     | 𐰷 (iq / ыкх) | — | iq, qi, q | ɯq, qɯ, q | — | — |
| 5-я группа, тип: VC      | Гибридные знаки, к которым примыкают гласные                     | назна- ченного ряда                                     | — | 𐰱 (ic / ичь) | — | — | ɪ̇ç², ç²ɪ̇, ç² | ɪt͡ʃ, t͡ʃɪ, t͡ʃ, ʃ |
| 6-я группа, тип: VC      | Слоговые знаки, к которым примыкают гласные любого ряда          | Слоговые знаки, к которым примыкают гласные любого ряда | 𐱀 (ash / аш) | 𐱀 (ash / аш) | aş, şa, ş | aş, şa, ş | ɑʃ, ʃɑ, ʃ | ɑʃ, ʃɑ, ʃ |
| 6-я группа, тип: VC      | Слоговые знаки, к которым примыкают гласные любого ряда          | Слоговые знаки, к которым примыкают гласные любого ряда | 𐰰 (op / оп) | 𐰰 (op / оп) | op, up, po, pu, p | op, up, po, pu, p | op, up, po, pu, p | op, up, po, pu, p |
| 6-я группа, тип: VC      | Слоговые знаки, к которым примыкают гласные любого ряда          | Слоговые знаки, к которым примыкают гласные любого ряда | 𐱇 (ot / от) | 𐱇 (ot / от) | ot, ut, to, tu, t | ot, ut, to, tu, t | ot, ut, to, tu, t | ot, ut, to, tu, t |
| Словоразделительный знак | Словоразделительный знак                                         | Словоразделительный знак                                | ⁚ | ⁚ | пробел | пробел | пробел | пробел |
| Обозначения              | Обозначения                                                      | Обозначения                                             | ¹, ğ, q — примыкают гласные заднего ряда; ², g, k — примыкают гласные переднего ряда; V — гласная; C — согласная; S — сонант. | ¹, ğ, q — примыкают гласные заднего ряда; ², g, k — примыкают гласные переднего ряда; V — гласная; C — согласная; S — сонант. | ¹, ğ, q — примыкают гласные заднего ряда; ², g, k — примыкают гласные переднего ряда; V — гласная; C — согласная; S — сонант. | ¹, ğ, q — примыкают гласные заднего ряда; ², g, k — примыкают гласные переднего ряда; V — гласная; C — согласная; S — сонант. | ¹, ğ, q — примыкают гласные заднего ряда; ², g, k — примыкают гласные переднего ряда; V — гласная; C — согласная; S — сонант. | ¹, ğ, q — примыкают гласные заднего ряда; ², g, k — примыкают гласные переднего ряда; V — гласная; C — согласная; S — сонант. |

## Орфография
Древнетюркское письмо имеет, подобно палеоиспанскому, смешанный характер: наряду с чисто фонетическими знаками, присутствуют силлабические (слоговые и переходные формы). На примере орхонской разновидности, отдельные знаки обозначают либо гласные или согласные звуки (всего десять фонем, ещё пять графем служат для передачи сочетаний двух согласных), либо дуалистические согласные (10 пар графем, для согласных примыкающим к гласным того или иного ряда), либо чисто слоговые знаки (семь силлабограмм).
Слова отбиваются (не всегда последовательно) словоразделительным знаком, похожим на двоеточие (имеются вариации). Этот знак обычно опускается на стыке слов разной рядности, иногда опускается между словами одной рядности, при однозначном правильном чтении получившегося кластера. Конец предложения не обозначается. Орфография неустойчивая, наблюдаются замены знаков для согласных при переднерядных гласных на знаки при заднерядных гласных и наоборот.
Направление письма преимущественно горизонтальное, справа налево, сверху вниз. Встречаются и надписи, выполненные слева направо, иногда бустрофедоном, с зеркально отображённой графикой. На вертикальных стелах знаки поворачиваются на 90 градусов, строки идут от «неба» к «земле» то есть читать следует наклонив голову налево с верхнего левого угла. На енисейских памятниках можно встретить обратное направление от «земли» к «небу» то есть читать следует наклонив голову направо. Очевидно, что такие стелы высекались в «альбомной» ориентации, а затем ставились в «книжной» ориентации, тем более, что высота некоторых намного превышает рост самых высоких мужчин.
Оригинальная особенность письма — консонантный дуализм: наличие пар самостоятельных графем для большинства согласных по оппозиции примыкания/непримыкания к переднерядным гласным. Это позволило построить систему письма таким образом, что не выписываются широкие гласные корневых и в большинстве случаев — все гласные аффиксальных слогов, за исключением конечных открытых слогов, экономя на длине слов. В результате это приводит к избыточности способов реализации фонемы на письме, например, фонема /o/ передаётся в орхонском письме четырьмя разными графемами (‏𐱇 𐰰 𐰸 𐰆‏‎), а фонема /t/ — пятью (‏𐱃 𐱅 𐱇 𐰡 𐰦‏‎) и тому подобное.
Базовые правила письма:
1. В первом (корневом) слоге широкие неогубленные гласные (/ɑ/ и /ɛ/) не пишутся, однако узкие гласные (/ɯ/ и /ɪ/) и все огубленные гласные (/o/, /u/, /ø/ и /y/) — пишутся.
2. Во втором и далее слогах (за исключением последнего открытого слога, см. следующий пункт), гласные, независимо от их качества, не пишутся.
3. В последнем слоге слова, если этот слог открытый (оканчивается на гласную), гласный любого качества — пишется.
4. В корневых слогах, если выписаны слоговые знаки типа VC (гласный+согласный), узкие неогубленные или огубленные гласные не пишутся.

### Правила чтения
| Таблица с правилами чтения каждого символа | Таблица с правилами чтения каждого символа | Таблица с правилами чтения каждого символа                                                                                  | Таблица с правилами чтения каждого символа                                                                                         |
| Символ                                     | Анлаут (абсолютное начало слова) | Инлаут (внутри слова) | Ауслаут (абсолютный конец слова)                                                                                                   |
| ------------------------------------------ | --- | --- | --- |
| 1. Гласные (V)                             | | | |
| 𐰁, 𐰀, 𐰂 /ɑ/, /ɛ/                           | (обозначаются в исключительных случаях) Е: ‏𐰁𐰕𐰒𐰢‏‎ ⟨aZD¹M⟩ azdım — «я отбился от (сбился с пути, заблудился, потерял)» | (обозначаются редко) Е: ‏𐰆𐰟𐰎𐰁𐱄𐰢‏‎ ⟨uL¹ĞaT¹M⟩ uluğatım — «я вырос»                                                              | (обозначаются почти всегда, исключения редки) (O) ‏𐰋𐰃𐰠𐰏𐰀‏‎ ⟨B²iL²Ga⟩ bilge — «знающий, мудрый». В енисейских текстах иногда пишется 𐰂 |
| 𐰃, 𐰅 /ɯ/, /ɪ/                              | О: 𐰃𐰠 ⟨iL²⟩ il — «страна» | Е: ‏𐰊𐰃𐰮‏‎ ⟨B²iÑ²⟩ biñ — «тысяча»                                                                                               | Е: ‏𐰗𐰃𐰟𐰵𐰃‏‎ ⟨Y¹iL¹Qi⟩ yılqı — «лошадь», Е: ‏𐱅𐰮𐰼𐰅‏‎ ⟨T²Ñ²R²i⟩ Teñri — «Тенгри, небо»                                                      |
| 𐰆 /u/, /o/, /w/                            | О: ‏𐰆𐰞𐰍‏‎ ⟨uL¹Ğ⟩ uluğ — «большой, великий» | О: ‏𐰉𐰆𐰑𐰣‏‎ ⟨B¹oD¹N¹⟩ bodun — «народ (от bod — род, племя + собирательный аффикс -un)»                                          | О: ‏𐰉𐰆‏‎ ⟨B¹u⟩ bu — «этот» |
| 𐰇, 𐰈 /y/, /ø/, /w/                         | О: ‏𐰇𐰲𐰇𐰤‏‎ ⟨üÇüN²⟩ üçün — «для, ради, из-за» | Е: ‏𐰌𐰈𐰼𐰄‏‎ ⟨B²öR²i⟩ böri — «волк»                                                                                              | Т: ‏𐰾𐰇‏‎ ⟨S²ü⟩ sü — «войско, отряд»                                                                                                   |
| 2. Одиночные согласные (C)                 | | | |
| 𐰲, 𐰳 /t͡ʃ/                                  | Т: ‏𐱄𐰃𐰲𐰆𐰺‏‎ ⟨aT¹i ÇuR¹⟩ atı Çur — «имя его — Чур» | О: ‏𐰾𐰇𐰲𐰃𐰏‏‎ 〈S²üÇiG〉süçig — «сладкий, сочный»                                                                                | Е: ‏𐰛𐰈𐰲‏‎ ⟨KüÇ⟩ küç — «сила» |
| 𐰢 /m/                                      | О: ‏𐰢𐰆‏‎ ⟨Mu⟩ mu — «ли (вопросительная частица)» | О: ‏𐰚𐰇𐰢𐱁‏‎ ⟨KüMŞ⟩ kümüş — «серебро, серебряный»                                                                                | Т: ‏𐰼𐱄𐰢‏‎ ⟨eR² aT¹M⟩ er atım — «моё мужское (взрослое) имя, моё воинское прозвище»                                                    |
| 𐰭 /ŋ/                                      | (в анлауте не встречается) | О: ‏𐱅𐰭𐰼𐰃‏‎ ⟨TÑR²i⟩ Teñri — «Тенгри, небо»                                                                                      | О: ‏𐰚𐰇𐰭‏‎ ⟨KüÑ⟩ küñ — «служанка, невольница»                                                                                          |
| 𐰯 /p/                                      | (в исключительных случаях) Т: ‏𐰯𐰃𐰲𐰃𐰤‏‎ ⟨PiÇiN²⟩ piçin — «обезьяна» | Е: ‏𐰠𐰢𐰂⁚𐱄𐰯𐰒𐰢‏‎ ⟨L²Me T¹PD¹M⟩ elime tapdım — «я служил своей стране»                                                            | О: ‏𐰞𐰯‏‎ ⟨L¹P⟩ alıp — «меткий, сильный»                                                                                               |
| 𐱁, 𐱂 /ʃ/                                   | (в анлауте встречается очень редко, обычно это заимствованные слова, вроде титула şad, или имена собственные) О: ‏𐱁𐰑‏‎ ⟨ŞD¹⟩ şad — «шад (вице-каган, старший титул после кагана, главнокомандующий правого или левого крыла войска» | О: ‏𐱃𐰉𐰿𐰍𐰣‏‎ ⟨T¹B²ŞĞN²⟩ tabışğan— «заяц»                                                                                        | Е: ‏𐰗𐱀‏‎ ⟨Y¹Ş⟩ yaş — «молодой, юный»                                                                                                  |
| 𐰔, 𐰕 /z/                                   | (в анлауте не встречается) | О: ‏𐰖𐰔𐰃‏‎ ⟨Y¹Zı⟩ yazı — «степь, равнина»                                                                                       | О: ‏𐰾𐰢𐰔‏‎ ⟨S¹MZ⟩ semiz — «упитанный»                                                                                                  |
| 3. Кластеры согласных (SC)                 | | | |
| 𐰡 /lt/, /ld/                               | (в анлауте не встречается) | О: ‏𐰉𐰆𐰡𐰃‏‎ ⟨B¹oLTi⟩ boltı — «стал»                                                                                             | (в ауслауте не встречается) звукосочетание lt передаётся отдельными графемами, например, как ‏𐰠𐱅‏‎                                    |
| 𐰨, 𐰩 /nt͡ʃ/                                 | (в анлауте не встречается) | О: ‏𐰴𐰆𐰨𐰖𐰢‏‎ ⟨Q¹NÇJ¹M⟩ qunçayım — «моя госпожа»                                                                                 | Е: ‏𐰁𐰹𐰩‏‎ ⟨aQ¹NÇ⟩ aqınç — «нашествие»                                                                                                 |
| 𐰪, 𐰫 /nj/, (/ɲ/), (/nd͡ʒ/)                  | (в анлауте не встречается) | О: ‏𐰔𐰶𐰪𐰀‏‎ ⟨aZIQNYa⟩ azıqıňa — «как немногие»                                                                                  | О: ‏𐰶𐰃𐱃𐰪‏‎ ⟨QIT¹NY⟩ qıtaň — «кидань (народ)»                                                                                          |
| 𐰦, 𐰧 /nt/, /nd/                            | (в анлауте не встречается) | О: ‏𐰴𐰦𐰣‏‎ ⟨QNTN¹⟩ qantan — «откуда»                                                                                            | О: ‏𐰖𐰆𐰦‏‎ ⟨Y¹uNT⟩ yunt — «кобыла» |
| 𐱈 /rt/, /rd/                               | (в анлауте не встречается) | О: ‏𐱈‏‎ ⟨RT⟩ art — «перевал»                                                                                                   | О: ‏𐰴𐱈‏‎ ⟨QRT⟩ qart — «1. язва; 2. язвительный»                                                                                       |
| 4. Дуалистические согласные ([V]C)         | | | |
| 𐰉, 𐰊 /b/                                   | О: ‏𐰉𐰖‏‎ ⟨B¹Y¹⟩ bay — «богатый» | О: ‏𐰖𐰉𐰞𐰴‏‎ ⟨Y¹B¹L¹Q¹⟩ yablaq — «плохой, скверный»                                                                              | О: ‏𐰘𐰃𐰼𐰽𐰆𐰉‏‎ ⟨Y²iR² S¹uB¹⟩ Yer‐Sub — «местность, страна» (букв. «земля-вода»)                                                         |
| 𐰋, 𐰌 /bʲ/                                  | Е: ‏𐰌𐰄𐰕‏‎ ⟨B²iZ²⟩ biz — «мы» | Е: ‏𐰌𐰢‏‎ ⟨B²M⟩ ebim — «мой дом, моё жилище»                                                                                    | (в ауслауте почти не встречается) О: ‏𐰋‏‎ ⟨B²⟩ eb — «дом, жилище»                                                                     |
| 𐰑, 𐰒 /d/ (/ð/)                             | (в анлауте не встречается) | О: ‏𐰉𐰆𐰑𐰣‏‎ ⟨B¹oD¹N¹⟩ bodun — «народ, подданные»                                                                                | О: ‏𐰉𐰆𐰑‏‎ ⟨B¹oD¹⟩ bod — «род» |
| 𐰓 /dʲ/ (/ðʲ/)                              | (в анлауте не встречается) | О: ‏𐰃𐱅𐰓𐰢‏‎ ⟨iT²D²M⟩ ittim — «я сделал»                                                                                         | О: ‏𐰃𐰏𐰓‏‎ ⟨iGD²⟩ igid — «ложь, обман»                                                                                                 |
| 𐰞, 𐰟 /l/                                   | (в анлауте не встречается) | О: ‏𐰃𐰠𐰞𐱃𐰆𐰣‏‎ ⟨L¹T¹N¹⟩ altun — «1. золото; 2. Алтай»                                                                            | О: ‏𐰆𐰍𐰞‏‎ ⟨oĞL¹⟩ oğul — «сын» |
| 𐰠 /lʲ/                                     | (в анлауте не встречается) | О: ‏𐰠𐰇𐰘𐰃𐰞𐰴𐰀‏‎ ⟨L²ü YL²Qa⟩ ülü yılqa — «на год дракона»                                                                         | О: ‏𐰃𐰠‏‎ ⟨iL²⟩ «il» — «страна» |
| 𐰣 /n/                                      | (в анлауте не встречается) | О: ‏𐰣𐰀‏‎ ⟨N¹a⟩ ana — «мать» | О: ‏𐰴𐰍𐰣‏‎ ⟨QĞN¹⟩ qağan — «каган» |
| 𐰤, 𐰥 /nʲ/                                  | О: ‏𐰤𐰀‏‎ ⟨N²a⟩ ne — «что за, какой» | О: ‏𐰢𐰤𐰭‏‎ ⟨MN²Ñ⟩ meniñ — «мой»                                                                                                 | Т: ‏𐰼𐰥‏‎ ⟨R²N²⟩ eren — «мужественный»                                                                                                 |
| 𐰬 /ŋ/                                      | (в анлауте не встречается) | (𐰬 встречается только в енисейских текстах) Е: ‏𐱂𐰆𐰬𐰀‏‎ ⟨SuÑa⟩ suña — «утка»                                                    | (𐰬 встречается только в енисейских текстах) Е: ‏𐰊𐰆𐰬‏‎ ⟨B¹uÑ¹⟩ — «печаль, скорбь»                                                      |
| 𐰮 /ŋʲ/                                     | (в анлауте не встречается) | (𐰮 встречается только в енисейских текстах) Е: ‏𐱅𐰮𐰼𐰄‏‎ ⟨T²Ñ²R²i⟩ Teñiri — «Тенгри, небо»                                       | (𐰮 встречается только в енисейских текстах)                                                                                        |
| 𐰺, 𐰻 /r/                                   | (в анлауте не встречается) | О: ‏𐰃𐰺𐰴‏‎ ⟨iR¹Q⟩ ıraq — «далёкий, далеко»                                                                                      | О: ‏𐰴𐰑𐰃𐰺‏‎ ⟨QiD¹R¹⟩ qıdır — «суровый, лютый»                                                                                          |
| 𐰼 /rʲ/                                     | (в анлауте не встречается) | О: ‏𐰃𐰠𐰏𐰼𐰇‏‎ ⟨iL²GR²u⟩ ilgerü — «1. впереди; 2. восток»                                                                         | ‏𐰼‏‎ <R²> er — «мужчина» |
| 𐰽 /s/                                      | О: ‏𐰽𐰺𐰍‏‎ ⟨S¹R¹Ğ⟩ sarığ — «жёлтый» | О: ‏𐰴𐰃𐰽𐰑𐰢‏‎ ⟨QiS¹D¹M⟩ qısdım — «я возвёл»                                                                                      | (в ауслауте встречается редко) О: ‏𐰉𐰻𐰽‏‎ ⟨B¹R¹S¹⟩ bars — «барс»                                                                       |
| 𐰾 /sʲ/                                     | Е: ‏𐰾𐰛𐰃𐰕‏‎ ⟨S²K²iZ⟩ sekiz — «восемь» | О: ‏𐰚𐰾𐰼𐰀‏‎ ⟨KS²R²a⟩ kisre «после»                                                                                              | (в ауслауте встречается редко) |
| 𐱃, 𐱄 /t/                                   | О: ‏𐱃𐰆𐰺𐰸‏‎ ⟨T¹uR¹Q⟩ turuq — «тощий, истощённый» | О: ‏𐰆𐱃𐰔‏‎ ⟨oT¹Z⟩ otuz — «тридцать»                                                                                             | О: ‏𐱄‏‎ ⟨aT¹⟩ at — «конь» |
| 𐱅, 𐱆 /tʲ/                                  | О: ‏𐱅𐰏𐰃‏‎ ⟨T²G²i⟩ tegi — «до, вплоть до» | О: ‏𐰋𐰃𐱅𐰏‏‎ ⟨B²iT²G⟩ bitig — «надпись»                                                                                          | Е: ‏𐱆𐰈𐰼𐱆‏‎ ⟨TöRT⟩ tört — «четыре» |
| 𐰖, 𐰗 /j/                                   | О: ‏𐰖𐰍‏‎ ⟨Y¹Ğ⟩ yağ — «враг» | Е: ‏𐰵𐰆𐰗𐰒𐰁‏‎ ⟨QuY¹D¹a⟩ quyda — «в покоях»                                                                                       | О: ‏𐰖‏‎ ⟨Y¹ ⟩ ay «Луна» |
| 𐰘, 𐰙 /j/, (/ʝ/)                            | О: ‏𐰘𐰨𐰏𐰀‏‎ ⟨YNÇGa⟩ yinçige — «тонкий» | О: ‏𐰚𐰘𐰚‏‎ ⟨KY²K⟩ kiyik — «олень, косуля, лань (охотничье рогатое копытное животное вообще)»                                    | (в ауслауте не встречается) |
| 𐰍, 𐰎 /ɣ/                                   | (в анлауте не встречается) | О: ‏𐰉𐰍𐰢‏‎ ⟨B¹ĞM⟩ — «мой удел (административная единица) — (букв. мой сад)»                                                     | О: ‏𐰦𐰍‏‎ ⟨NTĞ⟩ antağ — «таков, такой, так»                                                                                            |
| 𐰏, 𐰐 /ɡ/                                   | (в анлауте не встречается) | Т: ‏𐰇𐰕𐰇𐰏𐰀‏‎ ⟨öZöGa⟩ özüge — «самому, себе»                                                                                     | О: ‏𐰏𐰟𐰐‏‎ ⟨𐰠𐰏⟩ elüg — «пятьдесят» |
| 𐰴, 𐰵 /q/                                   | О: ‏𐰴𐰺𐰀‏‎ ⟨QR¹a⟩ qara — «чёрный» | Е: ‏𐱄𐰆𐰵𐰕‏‎ ⟨T¹oQZ⟩ toquz — «девять»                                                                                            | Т: ‏𐰆𐰞𐱄𐰃𐰵‏‎ ⟨uLTiQ⟩ ulatıq — «мы соединили»                                                                                           |
| 𐰚, 𐰛 /k/                                   | О: ‏𐰚𐰃𐰾𐰃‏‎ ⟨KiŞi⟩ kişi — «человек, персона» | Е: ‏𐰼𐰌𐰮𐰛𐰈𐰾𐰃‏‎ ⟨R² B²Ñ²KöS²i⟩ er beñküsi — «памятник герою»                                                                     | О: ‏𐰢𐰏𐰚‏‎ ⟨MGK⟩ emgek — «муки» |
| 5. Гибридные знаки (VC)                    | | | |
| 𐰸, 𐰹 /oq/, /uq/, /qo/, /qu/, /q/           | Е: ‏𐰹𐰆𐰟‏‎ ⟨QoL¹⟩ qol — «рука» | О: ‏𐰉𐰆𐰸𐰀‏‎ ⟨BuQa⟩ buqa — «бык»                                                                                                 | Е: ‏𐰆𐰹‏‎ ⟨oQ⟩ oq — «стрела» |
| 𐰜, 𐰝 /øk/, /yk/, /kø/, /ky/, /k/           | Е: ‏𐰝𐰈‏‎ ⟨Kü⟩ kü — «славный, именитый» | О: ‏𐰇𐱅𐰜𐰤‏‎ ⟨öT²ÜKN²⟩ Ötüken — «Отюкен (ставка кагана)»                                                                         | Е: ‏𐰌𐰓𐰝‏‎ ⟨B²D²K⟩ bedük — «высокий»                                                                                                   |
| 𐰶,𐰷 /ɯq/, /qɯ/, /q/                        | О: ‏𐰶𐰃𐰞𐰦𐰢‏‎ ⟨QıL¹NTM⟩ qılıntım — «я стал» | О: ‏𐰉𐰞𐰶𐰑𐰀‏‎ ⟨B¹L¹QD¹a⟩ balıqda — «в городе»                                                                                    | О: ‏𐰴𐰃𐰻𐰶‏‎ ⟨QıR¹Q⟩ qırq — «сорок» |
| 𐰱 /ɪt͡ʃ/, /t͡ʃɪ/, /t͡ʃ/                       | (в анлауте не встречается) | О: ‏𐰱𐰛𐰓𐰃‏‎ ⟨IÇKD²i⟩ içkidi — «покорился»                                                                                       | О: ‏𐰱‏‎ ⟨Ç²⟩ iç — «пей» |
| 6. Слоговые знаки (VC)                     | | | |
| 𐰿, 𐱀 /ɑʃ/, /ʃɑ/, /ʃ/                       | (в анлауте встречается очень редко) Е: ‏𐱀𐱄𐰆𐰣‏‎ ⟨Ş¹T¹N¹⟩ Şatun — «Шатун (личное имя)» | О: ‏𐱃𐰿𐰻𐰆‏‎ ⟨T¹Ş¹R¹u⟩ tışru — «вовне»                                                                                           | Е: ‏𐰗𐱀‏‎ ⟨Y¹Ş¹⟩ yaş — «молодой, юный»                                                                                                 |
| 𐰰 /op/, /up/, /po/, /pu/, /p/              | (в анлауте не встречается) | Е: ‏𐰊𐰗𐰰𐰁‏‎ ⟨B¹Y¹Pa⟩ Bay-Apa «Бай-Апа (личное имя)»                                                                             | Е: ‏𐰊𐰆𐰟𐰰‏‎ ⟨B¹oL¹P¹⟩ bolup — «будучи, став»                                                                                           |
| 𐱇 /ot/, /ut/, /to/, /tu/, /t/              | О: ‏𐱇𐰉𐰍𐰲𐰑𐰀‏‎ ⟨TOB¹ĞÇD¹a⟩ Tobğaçda — «от Табгача (от китайцев)» | | Т: ‏𐱇‏‎ ⟨uT⟩ ut — «огонь» |
| Обозначения                                | Графемы: 1-е справа — орхонские или общие, остальные — енисейские. Тексты: Е: — енисейские; О: — орхонские; Т: — таласские. | Графемы: 1-е справа — орхонские или общие, остальные — енисейские. Тексты: Е: — енисейские; О: — орхонские; Т: — таласские. | Графемы: 1-е справа — орхонские или общие, остальные — енисейские. Тексты: Е: — енисейские; О: — орхонские; Т: — таласские.        |

### Пример чтения
| Исходный текст | ‏𐱅𐰇𐰼𐰜⁚ 𐰆𐰍𐰔⁚ 𐰋𐰏𐰠𐰼𐰃⁚ 𐰉𐰆𐰑𐰣 𐰾𐰓𐰭⁚ 𐰇𐰔𐰀 𐱅𐰭𐰼𐰃⁚ 𐰉𐰽𐰢𐰽𐰻⁚ 𐰽𐰺𐰃 𐰘𐰃𐰼⁚ 𐱅𐰠𐰤𐰢𐰾𐰼⁚ 𐱅𐰇𐰼𐰜⁚ 𐰉𐰆𐰑𐰣⁚ 𐰠𐰭𐰤 𐱅𐰇𐰼𐰇𐰭𐰤⁚ 𐰚𐰢 𐰻𐱃𐱃𐰃‏‎                                                                                          |
| Тюркологическая транслитерация | T²üR²K oĞZ B²GL²R²i B¹oD¹N¹ S²D²Ñ üZe T²ÑR²i B¹S¹M¹S¹R¹ S¹R¹ı Y²iR² T²L²N²M²S²R² T²üR²K B¹oD¹N¹ L²ÑN² T²öR²öÑN² KiM R²T²T²ı                                                            |
| Подстановка гласных | TüRüK oĞuZ BeGLeRi BoDuN eSiDiÑ üZe TeÑiRi BaSıMaSaR aSRı YiR TiLiNMeSeR TüRüK BoDuN eLiÑiN TöRöÑüN KiM aRTaTı                                                                         |
| \| Практическая транскрипция \| Перевод \| \| ----------------------------------------------------------------------------------------------------------------------- \| -------------------------------------------------------------------------------------------------------------------------------------------------------------------------------------- \| \| Türük-Oğuz begleri, bodun, esidiñ! Üze Teñir(i) basımasar, asrı Yer tilinmeser, Türük bodun, eliñin-töröñün kim artatı? \| Беки тюркские и огузские*, и народ, внемлите же! Пока Небо над нами не обрушилось, пока Земля под нами не разверзлась, — тюркский народ, страну твою и власть твою, кто** бы возвышал? \| | |
| Примечания | * В данном контексте, слово oğuz может также значить «союз родов, племя» то есть возможно чтение Беки племён тюркских… ** Здесь имеются в виду каганы, каганская власть.               |
| Практическая транскрипция | Перевод |
| Türük-Oğuz begleri, bodun, esidiñ! Üze Teñir(i) basımasar, asrı Yer tilinmeser, Türük bodun, eliñin-töröñün kim artatı? | Беки тюркские и огузские*, и народ, внемлите же! Пока Небо над нами не обрушилось, пока Земля под нами не разверзлась, — тюркский народ, страну твою и власть твою, кто** бы возвышал? |

## Юникод, шрифты и поддержка
| Орхоно-енисейское письмо в Юникоде                                                             |   |   |   |   |   |   |   |   |   |   |   |   |   |   |   |   |
|                                                                                                | 0 | 1 | 2 | 3 | 4 | 5 | 6 | 7 | 8 | 9 | A | B | C | D | E | F |
| U+10C0x                                                                                        | 𐰀 | 𐰁 | 𐰂 | 𐰃 | 𐰄 | 𐰅 | 𐰆 | 𐰇 | 𐰈 | 𐰉 | 𐰊 | 𐰋 | 𐰌 | 𐰍 | 𐰎 | 𐰏 |
| U+10C1x                                                                                        | 𐰐 | 𐰑 | 𐰒 | 𐰓 | 𐰔 | 𐰕 | 𐰖 | 𐰗 | 𐰘 | 𐰙 | 𐰚 | 𐰛 | 𐰜 | 𐰝 | 𐰞 | 𐰟 |
| U+10C2x                                                                                        | 𐰠 | 𐰡 | 𐰢 | 𐰣 | 𐰤 | 𐰥 | 𐰦 | 𐰧 | 𐰨 | 𐰩 | 𐰪 | 𐰫 | 𐰬 | 𐰭 | 𐰮 | 𐰯 |
| U+10C3x                                                                                        | 𐰰 | 𐰱 | 𐰲 | 𐰳 | 𐰴 | 𐰵 | 𐰶 | 𐰷 | 𐰸 | 𐰹 | 𐰺 | 𐰻 | 𐰼 | 𐰽 | 𐰾 | 𐰿 |
| U+10C4x                                                                                        | 𐱀 | 𐱁 | 𐱂 | 𐱃 | 𐱄 | 𐱅 | 𐱆 | 𐱇 | 𐱈 |   |   |   |   |   |   |   |
| Примечания 1. По версии Unicode 13.0 2. Серые области обозначают неназначенные кодовые позиции |   |   |   |   |   |   |   |   |   |   |   |   |   |   |   |   |

В Юникоде, начиная с версии 5.2, для древнетюркского письма отведена кодовая область U+10C00—U+10C4F. В кодовой зоне Юникода для орхоно-енисейского текста отсутствует разделительное двоеточие ширины n или m, выровненное по высоте заглавных букв, для письма справа налево. Однако, стандарт Unicode рекомендует использовать символ двухточечной пунктуации U+205A ⁚ two dot punctuation, совместимый для письма справа налево (этот знак справа отбивается тонкими шпациями, например, U+202F   narrow no-break space), или, в некоторых случаях, кольцевую точку U+2E30 ⸰ ring point.
К сожалению, в стандарте Unicode также отсутствуют графемы, характерные для таласского стиля письма, за исключением некоторых глифов, совпадающих графически с глифами орхонского и енисейского стилей, хотя их значение может отличаться, например, енисейская графема 𐰅 для /e/ в таласском передаёт фонему /b/, а орхонская и енисейская графема 𐱈 для сочетания /rt/ в таласском передаёт фонему /z/ и тому подобное.
Начиная с Windows 8, поддержка древнетюркского письма была добавлена в шрифт Segoe UI Symbol. В Windows 10 символы исторических письменностей, в том числе и древнетюркской, были перенесены в новый шрифт Segoe UI Historic. По заказу Google было разработано семейство шрифтов Noto с лицензией SIL, с версии 1.02 uh в семейство включён шрифт Noto Sans Old Turkic.

## Современное применение
- У подножья памятника Бейбарсу в городе Атырау, Казахстан установлена гранитная юрта, на которой нанесены надписи орхонским письмом[49].
- В проекте Wikimedia Incubator с 26 августа 2006 года по 9 апреля 2024 года существовал малоактивный раздел для возможной Википедии на орхоно-енисейском языке, на страницах которой использовалась графика из смеси орхонских и енисейских графем.
- Национальные банки Азербайджана и Казахстана выпустили банкноты, на которых изображены тексты орхоно-енисейским письмом:

- Текст орхоно-енисейским письмом на банкноте Азербайджана
- Памятная банкнота Казахстана, посвящённая Кюльтегину. Скульптурная голова Кюльтегина и стела с его эпитафией орхонским письмом.

- Батырхан Шайхутдинов (Татарстан) в 2020 году транслитерировал на адаптированные для современных тюркских языков алфавиты на основе древнетюркского: татарский текст эпоса «Идегей», каракалпакский эпос «Кырык Кыз», кыргызский эпос «Манас» и эпосы алтайских тюрков объемом более 1000 страниц (А4):

- Адаптированная версия древнетюркского алфавита для татарского языка
- Эпос "Идегей", татарский текст
- Эпос "Кырык Кыз", каракалпакский текст
- Эпос "Манас", кыргызский текст